# Чернов Chernov
«Чернов/Chernov» — советско-испанский художественный фильм, вышедший на экраны в марте 1990 года. Снят режиссёром Сергеем Юрским по его же сценарию, переделанному из повести «Чернов».

## Сюжет
Название объясняется тем, что в картине как бы два фильма: первый — о реальном дне жизни московского архитектора Александра Петровича Чернова, о его душевном кризисе, а второй — вымысел Чернова. Вымысел — это иная судьба, иная страна, иная жизнь. Именно в неё, в эту самую вымышленную жизнь Чернов и стремится попасть. Ради поездки в Испанию ему придётся пойти на предательство.

## В ролях
| Актёр             | Роль                                |
| ----------------- | ----------------------------------- |
| Андрей Смирнов    | Александр Петрович Чернов \ Пьер Ч. |
| Сергей Юрский     | маэстро Арнольд Арнольд             |
| Елена Яковлева    | Ирина \ Айрин                       |
| Олег Басилашвили  | Всеволод Ярмак                      |
| Ширвани Чалаев    | террорист Халаф                     |
| Елена Коренева    | Елена Труханова подруга Арнольда    |
| Дмитрий Бульба    | сын Чернова Пётр                    |
| Андрей Толубеев   | Глеб Витальевич Иванов              |
| Михаил Данилов    | Лев Бенедиктович Деян               |
| Григорий Гурвич   | коллега Чернова                     |
| Сергей Маковецкий | Костя Шляпин                        |
| Андрей Сорокин    | сотрудник КГБ                       |
| Наталья Тенякова  | жена Чернова Таня                   |
| Игорь Угольников  | проводник в вагоне                  |
| Павел Любимцев    | Свифт                               |
| Любовь Стриженова | жена Ярмака                         |
| Владимир Сулимов  | сотрудник ОВИР                      |

## Съёмочная группа
- Продюсер — Николай Гаро
- Сценарий — Сергей Юрский, Анатолий Гребнев
- Режиссёр-постановщик — Сергей Юрский
- Художники-постановщики: Александр Макаров, Александр Бойм
- Оператор — Михаил Агранович
- Композитор — Екатерина Чемберджи
- Костюмы Светланы Лузановой

## Награды
1990 — Приз за «лучшую мужскую роль» актёру Андрею Смирнову на МКФ в Карловых Варах.

## Создание фильма
По признанию Юрского, к постановке фильма его подготовила работа над телевизионными фильмами. По его словам, фильм не относится к какому-то конкретному периоду, хотя его главный герой — русский интеллигент второй половины XX века. Говоря о жанре своего фильма, Юрский назвал его «психологической комедией». Смирнова на главную роль он выбрал после его выступления в качестве деятеля Союза кинематографистов, а понял, как должен играть Смирнов, после того, как заметил в нём сходство с В. Ван Гогом: «В лице Ван Гога заложена гениальность. Значит, если актёру играть только заурядность… то сам тип лица предопределяет некую озарённость внутренним светом».

## Критика
Главный вопрос, по мнению критика Льва Аннинского, который задаёт режиссёр своим фильмом: «Где, когда, как мы обезумели?» Критик отметил игру Смирнова, Басилашвили, Теняковой и самого Юрского.
Критик В. Дёмин считает, что режиссёр своим фильмом как бы говорит зрителю: «Выпрямись. Брось сутулиться. Сейчас ты встанешь и пойдёшь». Дёмин также положительно оценил игру Смирнова.
Искусствовед М. Швыдкой указал на то, что повесть Юрского, написанная в 1972—1978 годах, называлась просто «Чернов», а латинская транскрипция была добавлена уже в сценарии. В 1990 году, по мнению Швыдкого, латинская транскрипция стала повседневностью, поскольку заграница перестала быть мечтой, а стала данностью. Швыдкой отметил симметрию построения фильма и симметрию персонажей, которые живут на границе реальности и вымысла Он одобрил игру Смирнова, который достоверно сыграл двух персонажей.
В то же время киновед А. Шпагин не увидел в фильме смысла и не понял, зачем были нужны две параллельные реальности.